# Jörgen Pettersson (ishockeyspelare)
Jörgen Pettersson, född 11 juli 1956 i Göteborg, är en svensk före detta professionell ishockeyspelare. Med Västra Frölunda IF–HC vann han SM-silver säsongen 1979–1980. Säsongen 1988–1989 var han med och spelade laget tillbaka till Elitserien.
Pettersson är en av Frölunda HC:s främsta spelare genom tiderna och hans tröjnummer 19 är "pensionerat" och hänger nu i taket i Scandinavium. Han spelade även 435 matcher i NHL-lagen St. Louis Blues, Hartford Whalers och Washington Capitals.
Inför säsongen 1989–90 vände han åter hem till Frölunda för två säsonger innan det var dags att avsluta karriären, vilket han gjorde i division 3-laget Härryda HC.
Internationellt spelade han 33 matcher med Tre Kronor, däribland Canada Cup 1981 och VM 1983. Han spelade också 17 matcher i B-landslaget Vikingarna och 32 matcher med juniorlandslaget.
Efter den aktiva ishockeykarriären spelade Jörgen Pettersson två säsonger på Telia Tour, den svenska elittouren för golfspelare. Han arbetar i dag inom golfindustrin.

## Meriter
- SM-silver 1980
- Canada Cup 1981 – femte plats
- VM 1983 – fjärde plats

## Klubbar
- Frölunda HC, Elitserien 1973–1980
- St. Louis Blues, NHL, 1980–1984
- Washington Capitals, NHL, 1985–86
- Hartford Whalers, NHL, 1985–86
- Frölunda HC, Division I/Elitserien 1987-1991